# 茶果洲

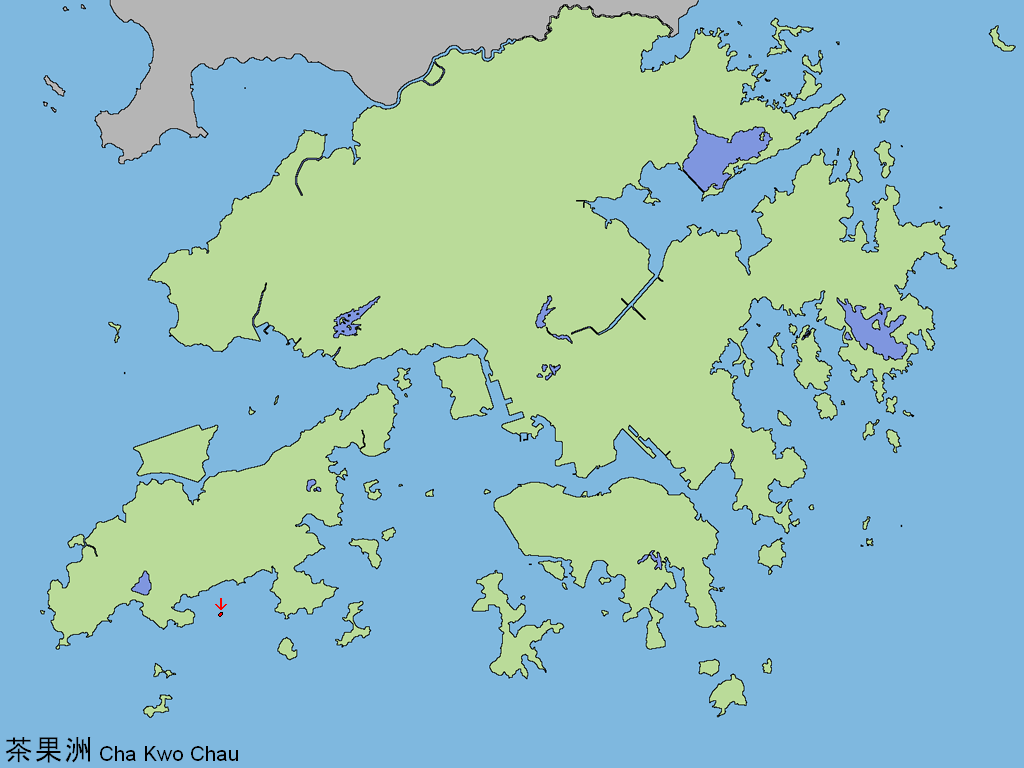
茶果洲在香港的位置（紅色地方者）

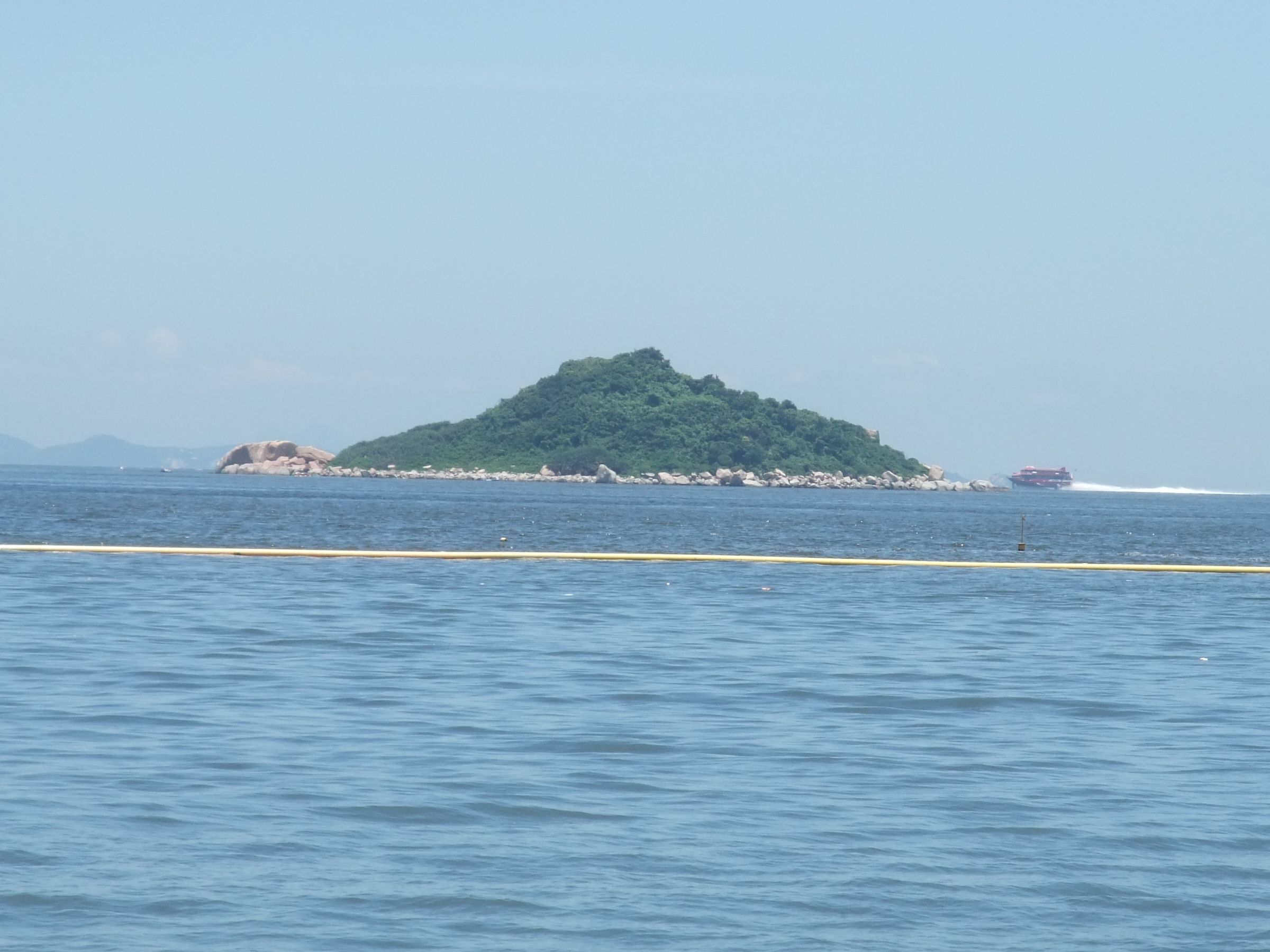
從下長沙泳灘眺望茶果洲

茶果洲（英語：Cha Kwo Chau）是香港的一個島嶼，地區行政上屬於離島區。它位於大嶼山以南，石鼓洲以西北，下長沙泳灘、塘福泳灘對開海面。
茶果洲上並沒有居民居住。